# قطعنامه ۲۰۴ شورای امنیت
قطعنامه ۲۰۴ شورای امنیت سازمان ملل متحد که در تاریخ ۱۹ مه ۱۹۶۵ تصویب شد، سندی بین‌المللی دربارهٔ شکایت توسط سنگال است. این قطعنامه طی نشست ۱۲۱۲ام
با ۱۱ موافق،۰ مخالف و۰ ممتنع تصویب شد.